# メルビン・イーライ
メルビン・アンダーソン・イーライ（Melvin Anderson Ely、1978年5月2日 - ）は、アメリカ合衆国のイリノイ州ハービー出身のバスケットボール選手。2002年のNBAドラフトにおいてNBAのロサンゼルス・クリッパーズに指名され入団。以降、NBAの6チームなどでプレイし、2014-15シーズンはbjリーグの群馬クレインサンダーズでプレイ。現在はDリーグのカントン・チャージのアシスタントコーチを務めている。ポジションはパワーフォワード、センター。身長208cm。

## 経歴

### 学生時代
地元の高校卒業後、カリフォルニア州立大学フレズノ校に4年間在籍し、得点とブロックの通算記録で大学の新記録を作った。4年生の時の成績は23.3得点、9.1リバウンド、3.1ブロックだった。2001年ユニバーシアードでアメリカ代表として銅メダルも獲得。

### NBA
2002年のNBAドラフトにより、ロサンゼルス・クリッパーズから全体12位指名を受けてNBA入りした。クリッパーズには2シーズン在籍したが十分な出場機会は得られず、2004年6月14日にエディ・ハウスと共に、エクスパンションチームのシャーロット・ボブキャッツへ移籍した。
ボブキャッツではプリモ・ブレシェックの控えなどで出場。2005-06シーズンオフはトレードによる移籍を訴えたが叶わず、チームの構想から外れたまま2006-07シーズンに突入した。足の故障も重なって出場機会を得られなかったが、2007年2月13日にエリック・ウィリアムズとドラフト指名権とのトレードによってサンアントニオ・スパーズへ移籍。あまり出場機会はなかったが、NBAチャンピオンを経験した。シーズン終了後にフリーエージェントになり、9月13日にニューオーリンズ・ホーネッツと契約した。
2012年、イーライはプエルトリコのBrujos de Guayamaと契約した。
2012年10月27日にはダラス・マーベリックスと契約したが、翌日には保有権が放棄された。同年11月1日にはNBAデベロップメント・リーグのテキサス・レジェンズと契約した。
2013年9月にメンフィス・グリズリーズと契約したが、開幕前の10月26日に解雇された。同年11月には再びテキサス・レジェンズに戻った。2014年2月3日、イーライはNBADLのオールスターゲームに選出された。
2014年4月14日、ニューオーリンズ・ペリカンズと契約。
2014年6月15日、ワシントン・ウィザーズに放出され、同年7月30日に解雇された。同年9月11日、bjリーグの群馬クレインサンダーズとの契約合意が発表された。

## 個人成績

### NBAレギュラーシーズン
| シーズン | チーム | GP  | GS | MPG  | FG%  | 3P%  | FT%  | RPG | APG | SPG | BPG | TO | PPG |
| -------- | ------ | --- | -- | ---- | ---- | ---- | ---- | --- | --- | --- | --- | -- | --- |
| 2002-03  | LAC    | 52  | 7  | 15.4 | .495 | .000 | .703 | 3.3 | .3  | .2  | .6  |    | 4.5 |
| 2003-04  | LAC    | 42  | 2  | 12.1 | .431 | .000 | .595 | 2.4 | .5  | .2  | .4  |    | 3.7 |
| 2004-05  | CHA    | 79  | 17 | 20.9 | .432 | .000 | .575 | 4.1 | 1.0 | .4  | .9  |    | 7.3 |
| 2005-06  | CHA    | 57  | 22 | 23.6 | .508 | .000 | .667 | 4.9 | 1.3 | .5  | .8  |    | 9.8 |
| 2006-07  | CHA    | 24  | 0  | 10.2 | .383 | .000 | .686 | 1.6 | .6  | .1  | .3  |    | 2.9 |
| 2007     | SAS    | 6   | 0  | 10.8 | .300 | .000 | .583 | 2.3 | .7  | .7  | .3  |    | 3.2 |
| 2007-08  | NOH    | 52  | 1  | 11.9 | .472 | .000 | .552 | 2.8 | .4  | .1  | .3  |    | 3.9 |
| 2008-09  | NOH    | 31  | 4  | 12.0 | .389 | .000 | .639 | 2.1 | .6  | .1  | .3  |    | 3.1 |
| 2010-11  | DEN    | 30  | 2  | 12.2 | .549 | .000 | .619 | 2.5 | .5  | .1  | .4  |    | 2.3 |
| 2014     | NOP    | 2   | 0  | 13.5 | .500 | .000 | .000 | .5  | .0  | .0  | .5  |    | 3.0 |
| 通算     |        | 375 | 55 | 16.0 | .460 | .000 | .625 | 3.2 | .7  | .3  | .6  |    | 5.3 |

### NBAプレイオフ
| シーズン | チーム | GP | GS | MPG | FG%  | 3P%  | FT%  | RPG | APG | SPG | BPG | TO | PPG |
| -------- | ------ | -- | -- | --- | ---- | ---- | ---- | --- | --- | --- | --- | -- | --- |
| 2007-08  | NOH    | 7  | 0  | 8.4 | .267 | .000 | .700 | 1.6 | .1  | .0  | .0  |    | 2.1 |
| 通算     |        | 7  | 0  | 8.4 | .267 | .000 | .700 | 1.6 | .1  | .0  | .0  |    | 2.1 |

## その他
- 元NBA選手のデイル・エリスとは遠い親戚である。

- 2021年10月7日、NBAの健康福祉給付制度で給付金を搾取したとして、ニューヨーク南部地区で、テレンス・ウィリアムス（英語版）、トニー・アレングレン・デイビス、シャノン・ブラウンら、元NBAプレーヤー17人と共に、保険金詐欺の罪で起訴された[14][15]。